# Tráfico de armas

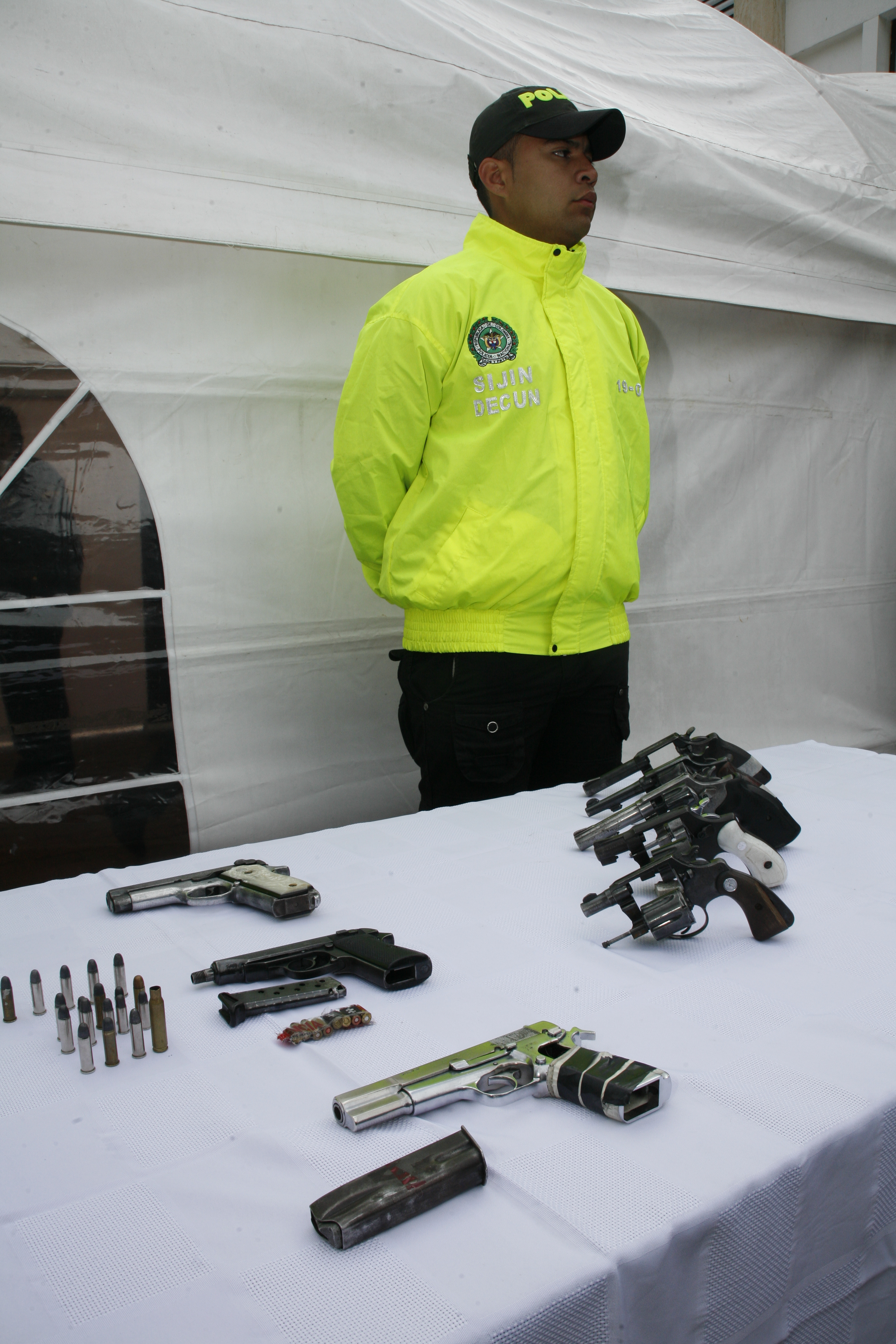
Decomiso de armas en Colombia.

El tráfico de armas es el comercio ilegal de armas de fuego, municiones y explosivos. Se trata de uno de los comercios ilegales más extendidos y lucrativos y a su vez más combatidos por Naciones Unidas.

## Regulación por países

### Argentina
En Argentina, la normativa que rige la materia es la Ley Nacional de armas y explosivos, vigente desde 21 de mayo de 1973.

### Chile
En Chile, la regulación y control de las armas se encuentra bajo la normativa de la N°17.798, sobre el control de armas, publicada en el Diario Oficial el 13 de abril de 2019.

### México
En México, el control y la reglamentación de las armas está regulado en la Ley Federal de armas de fuego y explosivos, publicada en el Diario Oficial el 11 de enero de 1972.

### Venezuela
En Venezuela, la regulación y control de las armas se encuentra bajo la normativa número: 40.190, publicada en la Gaceta Oficial, el 17 de junio  de 2013.[cita requerida]